# Norton (Kansas)
Norton – miasto w Stanach Zjednoczonych, w stanie Kansas, siedziba administracyjna hrabstwa Norton.